# العمل الجماعي
العمل الجماعي هو بنية تتكون من مجموعة الأعضاء المتطوعين الذين يستفيدون من التعلم التعاوني، مما يعزز الناتج الكلي للنشاط مقارنةً بالقيام بهِ فردياً، ويهدف إلى تلبية الفروق الفردية وتطوير المهارات (مثل مهارات التواصل، والمهارات التعاونية، ومهارات التفكير النقدي)، والمعرفة العامة والسلوك المقبول اجتماعياً أو لإنشاء معايير ملائمة للسلوك والحكم، «عقل جماعي».
يشير مصطلح «العمل الجماعي»، على وجه التحديد في العلاج النفسي والخدمة الاجتماعية، إلى العلاج الجماعي الذي يقدمه مدرب متمرس في العلاج النفسي أو التحليل النفسي أو الاستشارة أو أي مجال آخر ذي صلة.
يتضمن مجال الخدمة الاجتماعية جميع المحاولات التطوعية لتوسيع نطاق المنافع استجابةً لاحتياجات بيولوجية ونفسية اجتماعية حيث يستفيد منها من خلال المعرفة العلمية والطرق المنظمة.
وهناك ستة مناهج في الخدمة الاجتماعية:
1. القضايا الاجتماعية
2. العمل مع الجماعات
3. التنظيم المجتمعي والنهج القائم على النظم
4. إدارة الرعاية الاجتماعية والتشريعات الاجتماعية
5. البحوث الاجتماعية وتحليل السياسات الاجتماعية
6. التغيير الاجتماعي والعمل الاجتماعي

## العمل مع الجماعات
العمل مع الجماعات هو أسلوب خدمة اجتماعية يساعد الأشخاص على تحسين أدائهم الاجتماعي من خلال تجارب جماعية هادفة والتعامل بشكل أكثر فاعلية مع مشاكلهم الشخصية أو الجماعية أو المجتمعية (مارجوري ميرفي، 1959).
إنّ العمل مع الجماعات هو وسيلة أساسية في الخدمة الاجتماعية لإحداث تغيير إيجابي، ويتم تعريفها على أنها عملية تعليمية تؤكد على التطوير والتكيف الاجتماعي للفرد من خلال ترابط تطوعي، وتستخدم هذه الرابطة كوسيلة لتعزيز نهاية مرغوب بها اجتماعياً. ويعد العمل مع الجماعات عملية اجتماعية نفسية تهتم بتطوير القيادة والتعاون مع الاعتماد على مصالح المجموعة لغرض اجتماعي. كما أنها تعد طريقة يتم من خلالها مساعدة الأفراد الموجودين في مجموعات في الوكالات الاجتماعية من قبل أحد العاملين الذي بدوره يرشد تفاعلهم من خلال أنشطة المجموعات وبالتالي قد يتصلوا بالآخرين ويجربوا فرص التطوير وفقاً لاحتياجاتهم وقدراتهم لتطوير الفرد والجماعة والمجتمع. ويهدف العمل مع الجماعات إلى تطوير الأشخاص من خلال تفاعل الشخصيات في حالة جماعية، وإنشاء مثل هذه الحالة الجماعية يوفر عمل جماعي متكامل تعاوني من أجل تحقيق غايات مشتركة. كما أنها عملية وطريقة تتأثر من خلالها الحياة الجماعية بالعامل الذي يوجه العملية المتفاعلة بوعي نحو تحقيق الأهداف التي تم وضعها في إطار مرجعي ديمقراطي، وتكمن خصائصه المتميزة في حقيقة أن العمل الجماعي يستعين بالخبرات الجماعية كوسيلة للتنمية والتطوير الفردي. ويهتم العامل الجماعي بتطوير المسؤولية الاجتماعية والمواطنة الفعالة لتحسين المجتمع الديمقراطي، ويعد العمل الجماعي وسيلة لخدمة الأفراد داخل مجموعة صغيرة وجهاً لوجه لإحداث التغيير المطلوب بين العملاء المشاركين.

### النماذج
هناك أربعة نماذج في العمل مع الجماعات:
- النموذج العلاجي (فينتر، ار. دي، 1967) - يركز النموذج العلاجي على الخلل الوظيفي للأفراد ويستخدم المجموعة كسياق ووسيلة لتغيير السلوك المنحرف.
- نموذج متبادل أو التوسط (دبليو. شوارتز، 1961) - نموذج قائم على نظرية النظم المفتوحة وعلم النفس الإنساني والمنظور الوجودي. وتعتبر العلاقة المتجذرة في المعاملات المتبادلة والالتزام المكثف حاسمة في هذا النموذج.
- نموذج التنمية (بروستين، اس. اند لوي، 1965) - نموذج قائم على علم نفس الأنا إريكسون وديناميات المجموعات ونظرية الصراع، يُنظر إلى المجموعات في هذا النموذج على أنها «تتمتع بدرجة من الاستقلالية والحكم الذاتي، ولكن الديناميات من وإلى التدفق بينهم وبين أعضائهم وبينهم وبين بيئاتهم الاجتماعية تعتبر ضرورية لوجودهم وسلامتهم وإنجازاتهم»، ويعتبر الترابط (العلاقة الحميمة والقرب) حاسمة في هذا النموذج.
- نموذج الأهداف الاجتماعية (جيزيلا كونوبكا اند وينس، 1964) - نموذج قائم على الوعي الاجتماعي «للبرمجة» والمسؤولية الاجتماعية والتغيير الاجتماعي، وتشير إلى أن المشاركة الديمقراطية مع الآخرين في موقف جماعي يمكن أن تطور وتعزز الوظيفة الشخصية في الأفراد والتي بدورها يمكن أن تؤثر على التغيير الاجتماعي مما يؤدي إلى زيادة تقدير الذات وزيادة القوة الاجتماعية لأفراد المجموعة بصورة جماعية وكأفراد.

### مهام العمل الجماعي الاجتماعي
تصف الرابطة الأمريكية للعامل الاجتماعي (1949) ما يلي: 
 «يتيح العمل الجماعي أنواعاً عدة من المجموعات للعمل بطريقة تسهم بالتفاعل بين كل من أفراد المجموعة وأنشطة البرنامج لتطوير الفرد وتحقيق الهدف الاجتماعي المرغوب فيه. وتشمل أهداف العامل الجماعي توفير النمو الشخصي حسب القدرات الفردية والحاجة لتكييف الفرد مع الأشخاص الآخرين ومع الجماعات والمجتمع، وكذلك لتحفيز الفرد تجاه تحسين المجتمع ليدرك حقوقه وقدراته واختلافاته عن الآخرين. يهدف العامل الاجتماعي من خلال مشاركاته بأن يؤثر على عمليات المجموعة؛ حيث أن القرارات تنشأ كنتيجة للمعرفة وتبادل وتكامل الأفكار والتجارب والخبرة وليست كنتيجة للسيطرة من داخل المجموعة أو من خارجها. ويهدف الفرد من الانخراط في العمل الاجتماعي مع الأفراد والجماعات من خلال الخبرة لإنتاج تلك العلاقة مع الجماعات الأخرى، ومجتمع أوسع يسهم في المواطنة المسؤولة والتفاهم المتبادل بين المجموعات الثقافية أو الدينية أو الاقتصادية أو الخاصة في المجتمع، والمشاركة في التحسين المستمر لمجتمعنا نحو الأهداف الديمقراطية. ويعتمد الهدف التوجيهي وراء هذه القيادة على الافتراضات المشتركة لمجتمع ديمقراطي أي الفرصة لكل فرد لأداء قدراته بحرية تامة وليحترم الآخرين ويقدرهم وليتحمل مسؤوليته الاجتماعية في الحفاظ على مجتمعاتنا الديمقراطية وتحسينها باستمرار. تكمن ممارسة العمل الجماعي على معرفة السلوك الفردي والجماعي والأوضاع الاجتماعية والعلاقات المجتمعية المستندة إلى العلوم الاجتماعية الحديثة. وعلى أساس هذه المعرفة، يساهم العامل الجماعي في المجموعة التي يعمل بها بمهارة في القيادة التي تمكن الأعضاء من استخدام قدراتهم على أكمل وجه وخلق أنشطة جماعية استنتاجية اجتماعية، فهو يعي أنشطة البرنامج وتفاعل الشخصيات داخل المجموعة وبينها وبين مجتمعها المحيط، فإنه يساعدهم وفقاً لاهتمام كل شخص وحاجته لاكتساب خبرة من المجموعة، ولنيل الرضا المقدم من أنشطة البرنامج والمتعة والنمو الشخصي المتاح من خلال العلاقات الاجتماعية، وفرصة المشاركة كمواطن مسؤول. ويستفيد العامل الجماعي بوعي من علاقاته مع المجموعة ومن معرفته بالبرنامج كأداة ومن فهمهِ للفرد وللعملية الجماعية، وإدراك مسؤوليته تجاه الأفراد والجماعات الذين يعمل معهم، والقيم الاجتماعية الكبيرة التي يمثلها». 

## العمل الجماعي في علم النفس
يتم العمل الجماعي في علم النفس مع عدد أقل من المشاركين وذلك لمراقبة أكثر فعالية، فهي ممارسة أخلاقية تهدف إلى إحداث التغيير الأخلاقي الإيجابي الجماعي وتغيير الرفاه في حياة المشاركين الفردية.
- توليد مجموعة واسعة من وجهات النظر البديلة المحتملة أو حلول لمشكلة.
- منح العملاء فرصة للعمل على هدف قد يبدو كبير جداً أو معقداً للغاية بالنسبة للفرد.
- السماح للعملاء من خلفيات مختلفة بجلب معارفهم الخاصة أو خبراتهم أو مهاراتهم لمشروع وشرح توجههم للآخرين.
- منح العملاء فرصة للتدريس والمساهمة فيما بينهم.
- أعطاء العملاء تجربة منظمة حيث يتم تشجيع أفكار حل المشاكل الخاصة بهم مع مجموعة من مهارات التمارين الجديدة المطبقة على مواقفهم البيئية الشخصية.

العصف الذهني هو طريقة تُستخدم لتوليد الأفكار؛ حيث يذكر المشاركين الأفكار بأي ترتيب (دون تعليقات الآخرين أو رفضهم أو طرح الكثير من الأسئلة). وتكمن ميزة العصف الذهني في كون الأفكار لا ترتبط ارتباطاً وثيقاً بالأفراد الذين اقترحوها، فتشجع هذه العملية التفكير الإبداعي إذا لم يتم التعجل بها وإذا تم تدوين جميع الأفكار (وبالتالي، فهي مقبولة)، وعيبها عندما يتم اقتراح الأفكار بسرعة.
يكون الأمر أكثر صعوبة للمشاركين الخجولين أو لأولئك الذين لا يتحدثون لغتهم الأم. وتتمثل إحدى الطرق في البدء في العصف الذهني ثم الانتقال حول المجموعة بطريقة أكثر تنظيماً، مطالباً كل شخص بإضافتها إلى القائمة.

## أسرار نجاح العمل الجماعي
هناك بعض الأسرار التي تؤدي إلى نجاح العمل الجماعي أو فشله، فإن أتمتها أي مجموعة ستضمن بالتأكيد نجاح تلك المجموعة، وإن لم تراعِها المجموعة ستفشل:
- التخلي عن الأنانية والعمل من أجل المجموعة.
- قَبول اختلاف الآراء والوصول إلى حلول مشتركة.
- التقييم اللائق لكل فرد من أفراد المجموعة، والعمل على تعديل أخطاء الآخرين بطرق ودية ومحترمة.
- يشارك الجميع في كل ما يخص المجموعة، حتى لا تحدث تحزبات وضغينة.
- وجود وسائل تواصل جيدة تجمع المجموعة باستمرار خصوصًا في أوقات العمل.
- احترام جميع أفراد المجموعة بعيدًا عن الترتيب الوظيفي أو السني.
- الجميع لديه حقوق، والجميع عليه واجبات.
- وجود هدف واحد يجمع فريق العمل.
- وجود قائد يحسن من العمل الجماعي؛ لأنه يكون بمثابة الملهم والموجه للمجموعة.

## لزيادة الإطلاع
- دوجلاس، توم (1976)، مجموعة العمل الجماعي ، مطبعة الجامعات الدولية، نيويورك.
- Konopka، G. (1963)، Social Group Work : عملية مساعدة ، برنتيس هول، إنجليوود كليفس.
- Treeker، HB (1955)، Social Group Work، Principles and Practices ، Whiteside، New York.
- فيليبس، هيلين، يو. (1957)، أساسيات مهارات العمل الجماعي الاجتماعي ، رابطة الصحافة، نيويورك.